# Saint-Michel-de-Lanès
Saint-Michel-de-Lanès è un comune francese di 373 abitanti situato nel dipartimento dell'Aude nella regione dell'Occitania.

## Società

### Evoluzione demografica
Abitanti censiti